# 约翰·施米特
约翰·施米特（英語：John Schmitt，1901年12月23日—1991年6月13日），美国男子赛艇运动员。他曾代表美国参加1928年夏季奥林匹克运动会赛艇比赛，获得男子双人单桨无舵手铜牌。